# 蒙圭
蒙圭是哥倫比亞的城鎮，位於該國東北部，由博亞卡省負責管轄，始建於1601年12月31日，面積81平方公里，海拔高度3,249米，主要經濟活動有農業和採礦業，2005年人口4,901。
5°45′N 72°50′W / 5.750°N 72.833°W